# George Lucas
George Walton Lucas Jr. (født 14. maj 1944) er en amerikansk manuskriptforfatter, instruktør og filmproducer. George Lucas er mest kendt for sin saga om Star Wars, hvis første del så dagens lys i 1977. Den ligeledes meget kendte serie med Indiana Jones er også produceret af George Lucas. Før gennembruddet med Star Wars lavede han blandt andet ungdomsfilmen Sidste nat med kliken og science fictionfilmen THX 1138. 
George Lucas ville oprindelig være racerkører, men en voldsom ulykke stoppede den drøm. I stedet startede han på University of Southern Californias filmskole. Han lavede her forskellige kortfilm og vandt en pris for en forløber til THX-1138. Han vandt også et stipendium til at overvære indspilningen af en film hos Warner Brothers, der blev instrueret af Francis Ford Coppola, som han blev gode venner med. De to lavede et filmselskab sammen, der gjorde det muligt for Lucas at lave sin første rigtige film, THX 1138. 
George har siden sin uddannelse inden for film, været omtalt som været meget talentfuld. Men på trods af det, var det faktisk kun en minoritet som troede på ham under arbejdet med den første Star Wars-film: Et nyt håb. Først efter den enorme succes filmen høstede, fik en større skare tillid til hans store, komplicerede og omfattende projekt, der varede i ca. 9 år.
George har altid ønsket at være en uafhængig instruktør, og det har da også bragt ham i økonomiske problemer, hvor han heldigvis satsede korrekt. Han stiftede firmaet Lucasfilm, og yderligere kom også THX, Industrial Light & Magic, SkywalkerSound og andre firmaer. Han byggede også Skywalker Ranch hvor designere og andre tilknyttede, kunne samle inspiration i fred og ro.

## Udvalgt filmografi
Som instruktør
- 1971: THX 1138
- 1973: Sidste nat med kliken
- 1977: Star Wars Episode IV: Et nyt håb
- 1999: Star Wars Episode I: Den usynlige fjende
- 2002: Star Wars Episode II: Klonernes angreb
- 2005: Star Wars Episode III: Sith-fyrsternes hævn

Som manuskriptforfatter
- 1971: THX 1138
- 1973: Sidste nat med kliken
- 1977: Star Wars Episode IV: Et nyt håb
- 1980: Star Wars Episode V: Imperiet slår igen
- 1981: Jagten på den forsvundne skat (historie)
- 1983: Star Wars Episode VI: Jediridderen vender tilbage
- 1984: Indiana Jones og templets forbandelse (historie)
- 1986: Willow
- 1989: Indiana Jones og det sidste korstog  (historie)
- 1999: Star Wars Episode I: Den usynlige fjende
- 2002: Star Wars Episode II: Klonernes angreb
- 2005: Star Wars Episode III: Sith-fyrsternes hævn
- 2008: Indiana Jones og Krystalkraniets Kongerige (historie)
- 2015: Strange Magic (historie)

Som producer
- 1979: Sidste nyt fra kliken
- 1980: Star Wars Episode V: Imperiet slår igen
- 1980: Kagemusha - Krigerens skygge (medproducer)
- 1981: Jagten på den forsvundne skat
- 1983: Star Wars Episode VI: Jediridderen vender tilbage
- 1984: Indiana Jones og templets forbandelse (medproducer)
- 1986: Labyrinten til troldkongens slot
- 1986: Howard: Helten over alle helte
- 1986: Captain EO
- 1986: Willow
- 1988: Powaqqatsi
- 1988: Tucker
- 1988: Landet for længe siden (medproducer)
- 1989: Indiana Jones og det sidste korstog
- 1999: Star Wars Episode I: Den usynlige fjende
- 2002: Star Wars Episode II: Klonernes angreb
- 2005: Star Wars Episode III: Sith-fyrsternes hævn
- 2008: Indiana Jones og Krystalkraniets Kongerige
- 2008: Star Wars: The Clone Wars